# Lord Jim (novela)

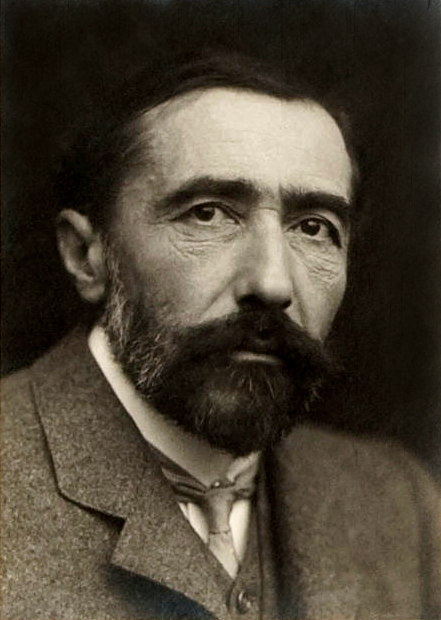
Joseph Conrad 1904

Lord Jim es una novela escrita por Joseph Conrad y publicada originalmente en la Blackwood's Magazine entre octubre de 1899 y noviembre de 1900. La novela narra la historia de Jim, un marinero que abandona una nave en peligro y es censurado públicamente por esto, y sus intentos por aceptar su pasado y redimirse.
Al igual que otras de las obras de Conrad, Lord Jim es narrada a través del personaje Marlow, quien recita a un grupo de oyentes la mayoría de la historia. La última parte de la novela se narra en una carta que Marlow escribe a uno de los oyentes.

## Resumen del argumento
Jim (cuyo nombre nunca es revelado) es un joven marinero británico que obtiene el puesto de primer oficial en el Patna, una nave que transporta peregrinos que se dirigen a La Meca para el Hajj. El casco de la nave sufre un desperfecto y Jim y el resto de la tripulación abandonan la nave y sus pasajeros. Pocos días después, son rescatados por una nave británica. Sin embargo, el Patna y sus pasajeros también son rescatados y las acciones deplorables de la tripulación son reveladas al público. Aunque toda la tripulación rehúsa comparecer en la corte cuando son convocados, Jim se presenta y la corte revoca su certificado de navegación por abandono del deber. Jim se muestra enojado consigo mismo, tanto por su momento de debilidad como por perder la oportunidad de ser un «héroe».
Durante el juicio, Jim conoce a Marlow, un capitán que a pesar de sus dudas iniciales sobre la moral del marinero, lo acepta como amigo, ya que él es «uno de los nuestros», y lo ayuda a conseguir un trabajo como ayudante de un abastecedor de naves. Jim trata de mantener el anonimato, pero cuando el oprobio del incidente del Patna lo alcanza, abandona el trabajo que tiene y se traslada más al este.
Tiempo después, Stein, un amigo de Marlow, sugiere contratar a Jim como su representante en Patusan, un asentamiento remoto tierra adentro y habitado por malayos y bugis, en donde su pasado puede permanecer secreto. Con el paso del tiempo, Jim adquiere el respeto de los habitantes y recibe el título de «Tuan» (Lord) al protegerlos del bandido Sherif Ali y del jefe local Rajah Tunku Allang. Asimismo, enamora a Jewel, una joven mestiza, y según sus propias palabras está «satisfecho... casi». Varios años más tarde, Patusan es atacada por un grupo de maleantes liderado por un hombre llamado Brown y, aunque Jim logra repelerlos, Dain Waris, el  hijo del jefe de la comunidad buginesa, es asesinado. Jim se presenta ante Doramin, el líder buginés, y acepta voluntariamente que este lo ejecute como retribución por la muerte de su hijo.

## Personajes
- Marlow: capitán de barco en el servicio comercial del Imperio Británico que ayuda a Jim después de su caída en desgracia, tratando de entender cómo "uno de los nuestros" podría carecer de la valentía y el juicio que se espera de los marinos. Marlow es también el narrador de tres de las otras obras de Conrad: Heart of Darkness, Youth y Chance.
- Jim: el hijo de un pastor joven que se dirige al mar, entrenándose para el servicio comercial mientras los barcos de vapor se mezclan con los veleros. Sueña con hechos heroicos. Es un inglés fuerte, alto y rubio cuya vida es la historia contada por Marlow.
- Capitán Gustav: Capitán del Patna, un australiano nacido en Alemania, que está interesado en el dinero obtenido de este barco, sin preocuparse por su honor como capitán. Ordena a los ingenieros que liberen un bote para que puedan abandonar el barco. Después de saber en tierra que el barco fue rescatado por delante de ellos, sabe que su certificado será cancelado y desaparece para siempre.
- Ingenieros de la nave: tres hombres que mantienen funcionando la caldera de vapor; uno es George, que muere de un ataque al corazón en el Patna mientras los demás abandonan el barco. Otro aparece más tarde por casualidad en el mismo lugar donde vive Jim. El tercero se emborracha por completo y se queda en el hospital.
- Montague Brierly: Capitán en el servicio comercial con una reputación perfecta. Se sienta en la corte que escucha el caso de la tripulación de Patna, diciéndole a Marlow que Jim debería esconderse en algún lugar, ya que nunca más podrá volver a trabajar como marino. Unos días después del juicio, este hombre superior ("de hecho, si hubieras sido Emperador de Oriente y Occidente, no hubieras podido ignorar tu inferioridad en su presencia", Capítulo 6) se mata saltando de su barco al mar, sin dar explicación alguna.
- Stein: Jefe de Stein & Co., amigo de Marlow, y un hombre con una vida larga e interesante. Ha tenido éxito en el comercio en el Este, recogiendo productos de varios puertos en las áreas coloniales holandesas y estableciéndose lejos de su Baviera natal después de perder en los levantamientos de 1848. Aprendió botánica y filosofía natural, que se convirtió en su pasatiempo apasionado, ganándole una reputación por todos los especímenes que envió a sus contactos en Europa en esta era de descubrimientos científicos. Estaba casado y tuvo un hijo, ambos perdidos por enfermedades. Entiende el temperamento de Jim al instante.
- Jewel: Hija de una mujer holandesa-malaya y un hombre blanco europeo, nunca nombrado, que las abandonó. Su padrastro es Cornelius. Su madre murió un año o dos antes de conocer a Jim.
- Cornelius: factor anterior para Stein & Co., a causa de su esposa, a quien Stein admiraba. Es un hombre perezoso sin moral, y brutal. Es malayo-portugués. Cuando Jim lo reemplaza, no abandona el área, ni encuentra ninguna ocupación útil para él. Se confabula con el merodeador Brown para matar a Jim, lo que sucede indirectamente cuando los hombres de Brown matan espontáneamente a Dain Waris. Cornelius es asesinado por Tamb 'Itam, quien lo ve después del ataque y se da cuenta del papel que desempeñó.
- De Jongh: amigo de Marlow, y el último de los vendedores de barcos que acepta a Jim por recomendación de Marlow.
- Doramin: el viejo jefe de los Bugis en Patusan y padre de Dain Waris, su único hijo. Era amigo de Stein, y los dos intercambiaron regalos en la despedida: Doramin le dio un anillo a Stein, y Stein le dio pistolas a Doramin. Se convierte en un aliado de Jim.
- Dain Waris: el único hijo de Doramin; un joven, fuerte y devoto líder de su pueblo. Se hace amigo rápidamente de Jim.
- Sherif Ali: bandido local que perjudica a todos los demás en Patusan, extorsiona y roba cultivos y recursos de otros. Es derrotado por Jim, pero no es asesinado.
- Rajah Tunku Allang: jefe malayo en Patusan que tomó prisionero a Jim en su primera entrada al país. Jim escapa, comenzando la vida allí en sus propios términos.
- Tamb 'Itam: sirviente malayo y leal guardaespaldas de Jim.
- Capitán Brown: Un cruel capitán de una tripulación pirata de los últimos días, que mata porque puede y es un fracasado. Tiene un barco en malas condiciones y una tripulación de hombres similares a él cuando se queda sin comida cerca de Patusan. Sube el río hasta el pueblo, lo que lo obliga a retirarse a una colina cercana. Al irse, Brown ordena un ataque vengativo contra los defensores de Patusan, matando a Dain Waris, lo que lleva al final de la vida de Jim. Marlow se encuentra con Brown en un hospital justo antes de su muerte, y escucha la historia del encuentro desde el punto de vista de Brown.

## Inspiración
El abandono de la tripulación del Patna está basado en hechos reales. El 17 de julio de 1880, el SS Jeddah salió de Singapur con rumbo a Yida con escala en Penang, llevando a bordo a 778 hombres y 147 mujeres y 67 niños, los cuales eran musulmanes de Malasia británica con rumbo a La Meca para el Hajj. El SS Jeddah navegaba bajo bandera británica y la mayoría de su tripulación era de dicha nacionalidad. Durante el viaje se presentaron condiciones meteorológicas adversas y el agua empezó a filtrarse dentro de la nave debido a una ruptura en el casco, por lo que el capitán y sus oficiales abandonaron la nave en un bote salvavidas. Los tripulantes fueron rescatados por otra embarcación y llevados a Adén, en donde declararon que la nave estaba naufragando y que los pasajeros se tornaron violentos. Sin embargo, el 8 de agosto de 1880, un barco de vapor francés se encontró con el SS Jeddah con los peregrinos aún con vida y lo remolcó a Adén. Poco después se realizó una audiencia judicial, al igual que en la novela.

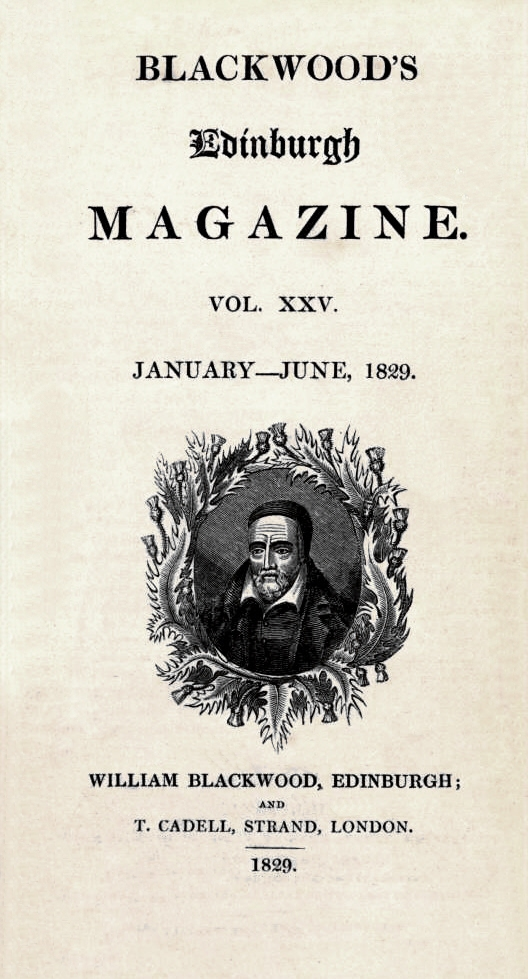
Blackwood's Edinburgh Magazine XXV 1829

La segunda parte de la novela está basada vagamente en la vida de James Brooke, el primer rajá blanco de Sarawak. Brooke fue un aventurero inglés, nacido en India, quien en los años 1840 consiguió obtener el poder y establecer un estado independiente en Sarawak, en la isla de Borneo. 

## Génesis y publicación de la novela
Justo antes de la publicación de Lord Jim, Conrad se despidió de su carrera marítima para dedicarse a la escritura. La novela comienza cuando terminó Rescate, trabaja en Juventud y El corazón de las tinieblas, y se hace amigo de Ford Madox Ford. Período difícil desde todos los puntos de vista para él: exceso de trabajo, salud vacilante, reveses financieros, dudas sobre sus habilidades creativas. En la mañana del 13 de julio de 1900, sin embargo, envió a su esposa y a su hijo de dos años a Londres, y luego se fue a trabajar para terminar con Lord Jim, que había aparecido en series mensuales desde el mes de octubre anterior en el Blackwood's Edinburgh Magazine.

### Inicio de la novela
En abril de 1898, Conrad comenzó un cuaderno de bocetos de veintiocho páginas titulado Tuan Jim. Como había estado luchando desde 1896 para completar Rescate, quiere escribir una novela para el público en general que se vendiera bien. Sin embargo, le asaltan las dudas sobre la calidad de sus páginas y su lentitud, lamentando que con demasiada frecuencia debe esperar la oración, la palabra, con horas vacías, y preguntas sobre su vocación de escritor. De hecho, escribe Topia, "la novela fue ciertamente un esfuerzo por escapar del manuscrito de Rescate". Este boceto cubre los primeros tres capítulos y termina con la entrada del Patna en el Mar Rojo: Conrad permanece bastante distante e irónico con respecto a su personaje y Jim aún no tiene la estatura romántica que tendrá más tarde. Marlow no aparece y el episodio de Patusan apenas se menciona.
La primera mención de Lord Jim es en una carta de 1898 de Conrad a Edward William Garnett, donde menciona una historia corta llamada Jim. En septiembre de 1898, Conrad conoció al joven escritor Ford Hermann Hueffer, entonces conocido como Ford Madox Ford, quien se convirtió en su amigo, al alquilarle una casa en Kent, donde los Conrad se instalaron en noviembre de 1898 y durante los siguientes diez años, una buena parte del trabajo fue escrito allí: tal vez alentado por Madox Ford, si inicialmente no tiene la intención de desarrollar el episodio de Patusan, en julio de 1898, comienza pensar en un libro de la escala de El corazón de las tinieblas. Sus vacilaciones sobre la forma que debe tomar esta historia se manifiestan en la división en capítulos: originalmente, quiso reemplazarlos por un flujo narrativo ininterrumpido, concibiéndolos simplemente como "pausas", "momentos de descanso" para el lector que sigue una "situación única, verdaderamente única de principio a fin".

### Últimos sobresaltos en la redacción
Posteriormente, le dijo en una carta a John Galsworthy: después de "luchar desesperadamente por terminarla", se lanzó a una maratón de veinticuatro horas con sólo diez minutos de descanso para las comidas y paseos cortos por la casa. La última palabra estuvo en el periódico al día siguiente, poco después del amanecer, y el evento se celebra con una pierna de pollo fría compartida con el perro de la familia. Si al principio, Conrad tiene la intención de escribir solo tres o cuatro capítulos y completar el conjunto antes de la publicación del segundo, la historia creció hasta ocupar catorce, y terminó solo después de la publicación del décimo.
Tan pronto como termina, Conrad le escribe a su editor, William Blackwood, dándole las gracias por favorecer la publicación a través de su "indulgencia amistosa e incansable". En realidad, la paciencia Blackwood fue puesta a prueba y es a través de los esfuerzos del editor David Meldrum, consciente del brillo excepcional de la obra que va tomando forma, que consigue que Conrad no tenga que someterse a ningún obstáculo. Admitiendo que la longitud no está exenta de problemas graves para la revista, sin embargo Meldrum dice que hay ahora hay "una gran historia, digna de honor, incluso en medio siglo los anales de Maga".

### Publicación
Esta inflación de la novela causa cierta tensión entre el editor y el autor: se esperaba que los tres libros que incluían a Charlie Marlow, Juventud, El corazón de las tinieblas y Lord Jim, serían publicados después de serializados en un solo volumen, debido a una cierta unidad debido a la presencia de este personaje-narrador y también de la misma idea moral fundadora. Lord Jim, sin embargo, al haber crecido más de lo esperado, William Blackwood considera que la homogeneidad del todo se rompe por el desequilibrio del tercer componente. Conrad indica su descontento: diseñó la trilogía de modo que El corazón de las tinieblas "sirviera como contrapeso" a Lord Jim y Juventud. Su preocupación parece bien fundada, de acuerdo con Michael A. Matin, que escribió: "Para quién no ha leído Juventud, el pasado turbulento de Marlow, este narrador maduro, una vez temerario joven marino británico surcando los mares de Oriente, sigue siendo un desconocido para el lector de Lord Jim" con incapacidad para detectar los pasajes conmovedores en que Marlow, ahora maduro, se pregunta sobre los orígenes de la fascinación que siente por el marino perdido:
"Por mi propio bien, deseaba encontrar alguna sombra de excusa para ese joven a quien nunca había visto antes, pero cuya apariencia por sí sola agregaba un toque de preocupación personal a los pensamientos sugeridos por el conocimiento de su debilidad. Algo de misterio y terror, como un atisbo de un destino destructivo preparado para todos nosotros, cuya juventud, en su día, se parecía a su juventud. Me temo que ese fue el motivo secreto de mi intrusión".
Además El corazón de las tinieblas también contiene episodios importantes del pasado de Marlow: su relación con Kurtz en el Congo Belga y los conflictos entre las aspiraciones idealistas y la conducta sin gloria. En resumen, aunque no da mucha información sobre las aventuras y debilidades de Lord Jim, su palidez como personaje se justifica literalmente por la supuesta familiaridad del lector con las otras dos obras de la trilogía de Conrad.
Lord Jim se publica en Londres en Blackwood y en Nueva York en Doubleday y McClure en octubre de 1900; una segunda edición en inglés aparece en Dent en 1917, acompañada de una "Nota del autor", luego una segunda edición americana en Doubleday en 1920.
Las ediciones inglesa y americana difieren: la última corresponde a un estado anterior del texto, y los cambios se refieren principalmente al personaje del capitán Brown y su confrontación con Jim. Si el invasor de Patusan permanece en la primera versión como una encarnación casi alegórica, a la vez sobrehumana y grotesca, del mal y los "poderes oscuros", en la segunda, se vuelve menos satánica y más humana. Como resultado, la lucha con Jim cambia: en lugar de ser una confrontación emblemática entre el bien y el mal, es una lucha más ambigua entre los dos hombres, cada uno con su parte de oscuridad inherente a la naturaleza humana.

## El personaje de Jim
Jim es un personaje tan complejo que escapa de la búsqueda para encontrarlo. No encaja en el campo de la terminología moderna, no determinado ni por la paranoia ni por la esquizofrenia, por la simple razón de que no fue concebido a lo largo de este eje del pensamiento. De la misma manera, incluso si transmite actitudes infantiles inconscientemente en su vida adulta, Conrad nunca menciona este aspecto de la conciencia y está satisfecho con la palabra "misterio". Del mismo modo, ver en él un análisis de la diversificación de un personaje, varios esquemas coherentes que probablemente se actualizaron, Jim héroe por vocación, Jim víctima por elección personal, Jim hombre de acción, Jim poeta, en fin una alegoría de las diferentes edades del hombre, la adolescencia, la primera madurez, la segunda madurez, permanece impotente para desentrañar al personaje.
En verdad, el personaje está determinado por las necesidades de la ficción. Para Conrad, el hombre se parece primero a su cuerpo, su apariencia física profetiza su futuro, para tomar partido a favor o en contra de él, del mismo modo que los pícaros firman su vileza con su aspecto innoble, grotesco o sospechoso. Jim es descrito como amigable y de mente abierta; se le atribuye su apariencia y, hasta cierto punto, no está mal, el error que lleva en sí mismo no reflejado en su físico. Después, el hombre se parece a su profesión, porque al formarse, adquiere su personalidad, su estilo, su realidad e incluso su valor. Marlow nunca dice: esto es moral o inmoral, sino un marino hace esto o no hace eso.
Conrad sugiere que si el oficio no es un valor, hay al menos es un apoyo significativo. Finalmente, el hombre se parece a su sueño: así, incluso en sus funciones de pequeño vendedor, Jim las desempeña con una impetuosidad y una inocencia de paladín. Como tal, es significativo que fue esta faceta de su personalidad es la que primero presenta Conrad, quien, obviamente, piensa que el hombre es consistente con lo que hace, que su acción es real como en el oficio o imaginaria como en el sueño.

## Adaptaciones cinematográficas
La novela ha sido adaptada al cine en dos ocasiones:
- Lord Jim (1925), dirigida por Victor Fleming.
- Lord Jim (1965), dirigida por Richard Brooks.